# Golden Mile Complex
Golden Mile Complex (anteriormente conocido como Woh Hup Complex) es un edificio comercial y residencial de gran altura ubicado en Kallang (Singapur), a poca distancia de la estación Nicoll Highway MRT.
Antes de la venta colectiva, el complejo contenía 411 tiendas y 500 plazas de aparcamiento. El edificio era en gran medida un enclave étnico para la población tailandesa en Singapur.

## Historia
En 1966, se creó el Departamento de Renovación Urbana de la Junta de Vivienda y Desarrollo para facilitar una mayor flexibilidad y autonomía en la renovación integral del Área Central. El desarrollo del Golden Mile Complex fue el resultado del primer programa de Venta de Terrenos del departamento en 1967.
"Golden Mile" se refiere a la franja de tierra entre Nicoll Highway y Beach Road. Fue planificada por el Gobierno de Singapur como una columna vertebral de gran altura frente a Kallang Basin. La zona solía estar ocupada por ocupantes ilegales y pequeñas industrias marinas.
Construido a un costo de 18 millones de dólares singapurenses y finalizado en 1973, el complejo de 16 pisos es uno de los pioneros en la integración de múltiples operaciones en un solo desarrollo de uso mixto en Singapur.
En 1983 se llevó a cabo una pequeña mejora en el edificio, cuando se añadió vidrio tintado a la fachada de Beach Road para lograr el valor de transferencia térmica general deseado. En 1986, se re-decoró todo el edificio.
En 2006 fue descrito como un "barrio marginal vertical", "una monstruosidad terrible" y una "vergüenza nacional" por el Miembro Nominado del Parlamento por Singapur, Ivan Png: "Cada propietario actúa de manera egoísta, añadiendo extensiones, láminas de zinc, pisos parchados, vidrios, todo sin tener en cuenta a los demás propietarios y sin tener en cuenta el bienestar nacional". Los residentes también han arreglado sus balcones para crear una habitación adicional.
Se prevé vender en bloque el complejo, que se encuentra en un terreno con arrendamiento por 99 años desde 1969. El 11 de agosto de 2018, el 80% de los propietarios firmaron un acuerdo en el que acordaban vender el complejo en bloque.
En abril de 2021, se desplomó parte del techo cerca de una entrada, afortunadamente no se reportaron heridos. El 22 de octubre de 2021, el ministro de Desarrollo Nacional, Desmond Lee, anunció la declaración del Golden Mile Complex como edificio conservado. La Autoridad de Re-urbanización Urbana anunció incentivos para los posibles compradores, como permitirles construir un nuevo bloque de pisos junto al edificio conservado.
En 2022, el complejo se vendió a un consorcio (Perennial Holdings Private Limited, Sino Land y Far East Organization) por 700 millones de dólares singapurenses.

## Arquitectura

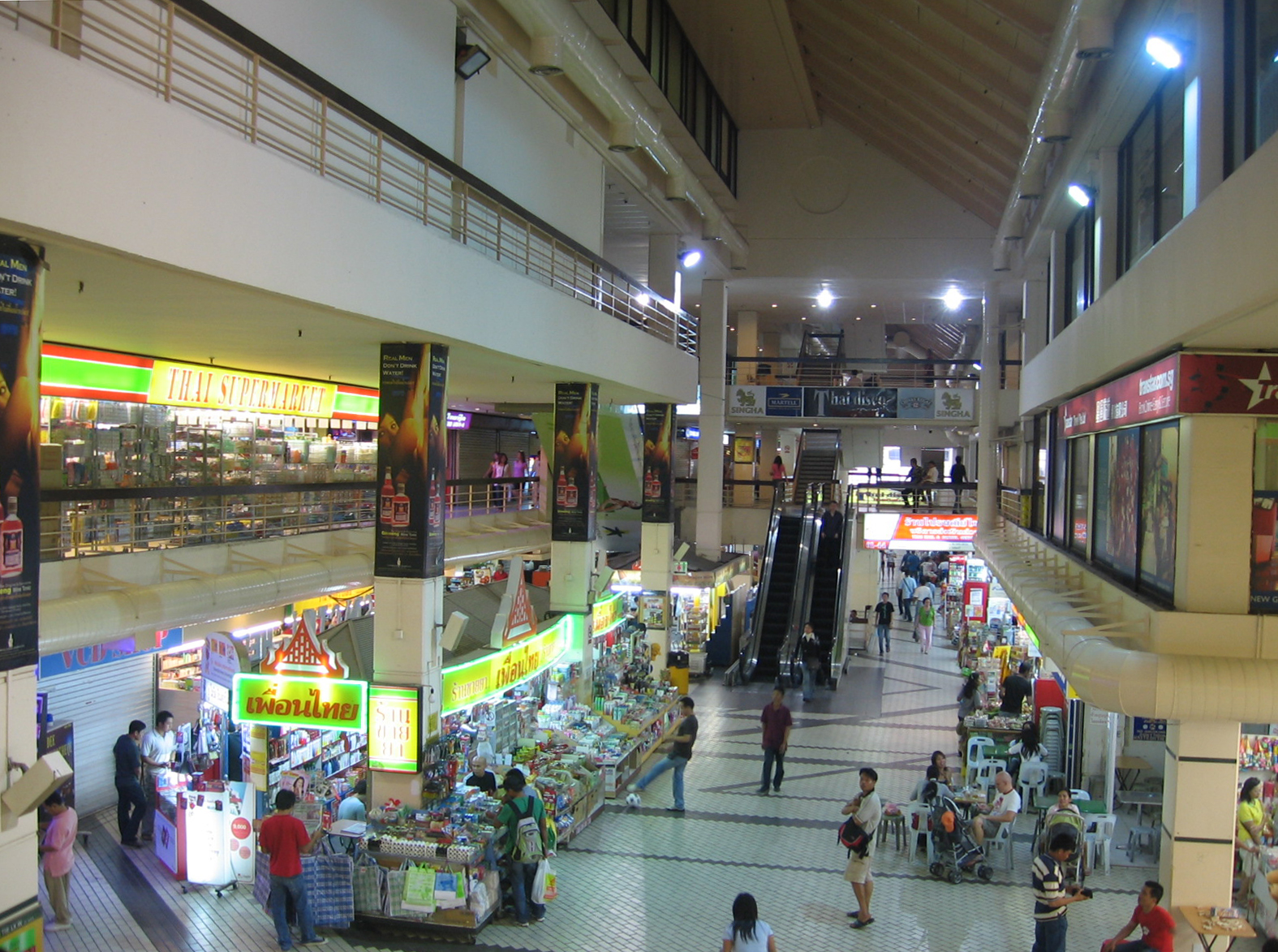
El centro comercial Golden Mile Complex, en el atrio, alberga numerosos clubes, tiendas y restaurantes tailandeses.

Es un desarrollo comercial y residencial que ofrece oficinas, tiendas, servicios de entretenimiento y apartamentos dentro de su estructura de podio y terraza escalonada, lo que da como resultado un estilo arquitectónico moderno conocido como Brutalismo. Albergaba 360 tiendas, 200 oficinas y 72 apartamentos residenciales cuando se completó en 1973. El edificio fue diseñado por Gan Eng Oon, William Lim y Tay Kheng Soon de la firma de arquitectos de Singapur Design Partnership, ahora conocida como DP Architects.
El complejo, que ocupa una superficie de 1,3 hectáreas y se ha construido a una altitud de 89 metros, es un ejemplo de "megaestructura" descrita por el historiador de la arquitectura Reyner Banham. Es una de las pocas que se han construido en el mundo. El premio Pritzker de arquitectura Fumihiko Maki había llamado al complejo una "forma colectiva". Propaga con éxito el uso de alta densidad y la diversidad bajo una amplia gama de ideas propuestas por el movimiento metabolismo japonés de los años 1960. El complejo fue diseñado como una "ciudad vertical", que contrasta con las ciudades homogeneizadas donde la zonificación funcional restringe todos los signos de la vitalidad de estas últimas.
Concebido como un prototipo para un entorno animado, el diseño del complejo tenía como objetivo catalizar el desarrollo urbano a lo largo de Beach Road mediante el empleo de una sección extruida que se extendería a lo largo de la costa este frente al mar. En términos de transporte público y accesibilidad, el edificio cuenta con servicio desde la parte trasera de Beach Road, en lugar de su frente con Nicoll Highway, con una columna peatonal continua que une todos los edificios en la Milla de Oro de Beach Road. El diseño estuvo influenciado por los conceptos de ciudad lineal de Le Corbusier y Arturo Soria y Mata.
El perfil escalonado del complejo ofrece a los ocupantes de los apartamentos de los pisos superiores una vista panorámica del mar y el cielo. Cada apartamento tiene su propio balcón. La corona alberga áticos tipo dúplex de dos plantas. La estrechez de esta forma de losa inclinada mejora la ventilación natural y da sombra a un alto vestíbulo común sobre el podio a lo largo de Beach Road. El diseño escalonado también reduce el impacto del ruido del tráfico rodado. El complejo fue precedido durante varios años de edificios vanguardistas de sección escalonada que se construyeron en el Reino Unido y Europa.
Los pisos inferiores contienen oficinas y un centro comercial minorista, ubicados dentro de atrios escalonados para permitir que la luz natural ingrese al corazón del edificio.